# Adolphe Binder
Adolphe Binder (* 25. April 1969 in Brașov, Rumänien) ist eine deutsche Intendantin, Dramaturgin und Kuratorin.

## Leben
Adolphe Binder, geboren in Kronstadt, wuchs in Schirkanyen in Rumänien auf. 1978 emigrierte ihre Familie nach Deutschland. Nach dem Abitur studierte sie Deutsche Literatur, Politik und Geschichte an der Gottfried Wilhelm Leibniz Universität Hannover. Ab 1997 arbeitete Binder als Dramaturgin an der Deutschen Oper Berlin. Im Jahr 2000 war Binder als Projektmanagerin des Kulturprogrammes der Expo in Hannover tätig.
Im Jahr 2002 übernahm sie die künstlerische Leitung des Tanztheaters der Komischen Oper Berlin. Die künstlerische Direktion der Danskompani Göteborg und damit die Ko-Leitung der Göteborger Oper in Schweden hatte sie von 2011 bis 2016 inne.
Im Mai 2017 trat Binder den Intendantenposten und die Künstlerische Leitung des von Pina Bausch gegründeten Tanztheaters Wuppertal an.  Am 13. Juli 2018 beschloss der Beirat des Tanztheaters Wuppertal die sofortige Trennung von Binder. Begründet wurde sie unter anderem damit, dass Mitte Juli noch  kein gültiger Spielplan für die folgende Saison vorgelegen habe. Die arbeitsrechtlichen Auseinandersetzungen wurden im Januar 2020 mit einem außergerichtlichen Vergleich beigelegt.
Adolphe Binder war darüber hinaus für den Theaterverlag (ehemals Friedrich Berlin Verlagsgesellschaft) tätig, für die Expo 2000 und das Schauspiel Hannover, arbeitete für Festivals, Kulturzeitschriften und einen Underground-Club. Bis 2011 leitete sie zudem die von ihr gegründete Agentur Binder + Partner in Berlin und ist Mitglied verschiedener Gremien und Jurys der internationalen Tanzszene.
Adolphe Binder soll von 2023 bis 2025 die Künstlerische Leitung des Balletts am Theater Basel übernehmen.